# Hylemya seideli
Hylemya seideli är en tvåvingeart som först beskrevs av Erich Martin Hering 1925.  Hylemya seideli ingår i släktet Hylemya och familjen blomsterflugor.
Artens utbredningsområde är Polen. Inga underarter finns listade i Catalogue of Life.